# ゴーゴーモンキーズ
ゴーゴーモンキーズはMBSラジオで放送されていたラジオ番組。
なお放送開始・終了日などはあくまで暦日で表記しているため、注意のこと。

## 概要
放送は一部を除いてMBS本社（大阪市茶屋町）のスタジオから生放送。関西ローカル番組ではあるが、番組の一部はホームページで聞くことができた。放送では次の曜日の出演者からの番組宣伝コメントが流される。
2004年春の改編時に番組開始。「Bフライデースペシャル 陣内・ケンコバ45ラジオ 」、「Bサンデー」、「どーだ!ますだおかだ」の出演者がそれぞれ番組を担当することになった。
スタート時は火曜から金曜0時から1時（月曜 - 木曜深夜）までの放送で、金曜のこの時間帯には「ハリガネ・MEGUMIのロックな時間」が放送されていた。同年秋の改編で「～ロックな時間」が土曜に移動し、水曜パーソナリティだったますだおかだが金曜に移動し「ゴーゴーモンキーズSP どーだ!ますだおかだ」としてリニューアル。変わって笑い飯と千鳥が水曜パーソナリティを務めることになった。
2005年秋の改編で、10月3日月曜日から23時45分から翌1時00分までの放送になり、1時間15分の番組となる。それと同時に水曜日担当の千鳥、木曜日担当のケンドーコバヤシと友近が卒業となる。そして水曜日は笑い飯と小籔千豊が、木曜日は麒麟と番ことみが「グーグーモンキーズ」から移動し担当となる。なお千鳥は「グーグーモンキーズ」へ、コバヤシと友近は同時期に番組開始となった「ゴチャ・まぜっ!」木曜日へ移動する。
2006年3月を以て番組は最終回を迎える。2006年4月以降は陣内智則とシャンプーハットは金曜日深夜放送の「ゴーJ!」、麒麟は同じく金曜日深夜放送の「ゴーK!」、小籔千豊と笑い飯は土曜日深夜放送の「ゴー傑P」、ますだおかだは「ゴチャ2」火曜日というラジオ番組をそれぞれ担当することになった。
当初野球シーズン中は最大1時間までのスライドがあったが、2005年からは野球が延長になった場合、21:45までの終了ならスライドなし。それ以後の終了の場合は「ナニワ音楽ショウ」=2時間、「MBSニュース最終便」=15分間のそれぞれ終了後にスライドとなった。

## パーソナリティ
月曜日
- 陣内智則
- シャンプーハット（小出水・てつじ）
- 原史奈

火曜日
- ロザン（菅広文・宇治原史規）
- 大石昌良（Sound Schedule）
- ラジオおばさん（AD梅垣・通称梅ちゃん）

原則として毎週最終火曜日OA分はなんばパークスの「パラパラスタジオ」で公開収録（放送3日前の土曜日お昼から収録）。
水曜日（2004年4月 - 9月）
- ますだおかだ（増田英彦・岡田圭右）

水曜日（2004年10月 - 2005年9月）
- 笑い飯（西田幸治・哲夫）
- 千鳥（大悟・ノブ）

水曜日（2005年10月 - ）
- 笑い飯（西田幸治・哲夫）
- 小籔千豊

木曜日（2004年4月 - 2005年9月）
- ケンドーコバヤシ
- 友近

木曜日（2005年10月 - ）
- 麒麟（川島明・田村裕）
- 番ことみ
- 本坊元児（ソラシド）

月3回は公開録音を行う。
本坊元児は、番組放送終了前に3分間だけ放送される「本坊元児のゴーゴーモンキーズ」を担当。
金曜日（2004年10月 - ）
- ますだおかだ（岡田圭右・増田英彦）

「ゴーゴーモンキーズSP どーだ!ますだおかだ」として放送。
原則として東京のスタジオで収録されていたが、途中から彼らがレギュラー出演していた「っちゅ～ねん!」の担当が金曜になり、本社スタジオでの収録が基本となった。

## 曜日別コーナー
月曜日
- NOT BEST 1
- うそですけど（お便りのコーナー）
- こいちゃんのまちがえてるで！
- 漫画読み介の漫画D・A・I・S・U・K・I（2005年秋、集英社がスポンサーからはずれるも続く）
- それが答えだ
- てつじの漫画パラダイス　→　漫画読み介の漫画パラダイス（2005年、集英社が番組のスポンサーとなったと同時に始まる）
- グッドモーニングのコーナー　→　グッドナイトのコーナー
- てつじの超おもしろ爆笑トークランキング→～の超激烈爆笑トークランキング
- なぞなぞツアーズ
- どっちやったかなぁ？
- We Love 桃鉄（2004年11月限定のコーナー。テレビゲーム「桃太郎電鉄USA」を応援する企画）
- お前のハートにロックオン！
- 陣内軍団イグぅ？

火曜日
- 私の一般常識
- ゴーモン世論調査
- 大石昌良のRADIO on RADIO
- ラジオおばさんの部屋
- 空想プロフィール 2人のビッグショー！
- ダーツトーク a GO!GO!　→　フリートーク a GO!GO!
- わびさび五七五

水曜日
- 見出しグランプリ2005
- 大喜利エクスタシー

木曜日
- えぇ声で言うて～
- 答えて番ちゃん!届けリスナーの思い！
- ゴーゴーは○○。おもっきり言うて～
- ○○を潰せ!

金曜日
- 談志のコーナー
- 岡田源一郎の53歳にコラ！のコーナー
- 暗闇漫才予備校（不定期）
- 岡田球児好児のゲロゲーロのコーナー
- ラルクアンシエルと体育館シューズのコーナー
- NHKのコーナー
- 橘高主審の「ちょっと待て、それはボークだ」のコーナー
- ペイ岡田の飛龍十番勝負
- 田渕岩夫のコーナー
- ドン小西のコーナー
- 岡田親分のテイ！のコーナー
- 岡田のとんぼ花火
- 岡田圭右の哀愁でいと
- ハルウララの馬のコーナー

旧 水曜日
- gooで検索したらんかい！：ピタリ賞で白浜温泉旅行→実現
- おみくじトーク
- ノブ大喜利
- Yahoo!で検索したらんかい！：ピタリ賞で城崎温泉旅行→実現
- ノブのお悩み相談所
- ケータイ笑い飯ゴング

旧 木曜日
- スポットライトのコーナー

　　∟スポットライト
　　∟Sunday Music Box
　　∟こっち見るタイプ（独立）
- こっち見るタイプのコーナー
- アサ芸（アサヒ芸能の略）のコーナー
- これでしゃべって
- 友近の肌のコーナー
- メルボルンの緑　→　ひょっとこひょうたん
- ペコでございやす！のコーナー
- 3年B組金八先生のコーナー
- 古い日記
- 冬季限定「パッチギ!」のコーナー

## 特番
- ケンドーコバヤシのぷれモン

事前番組であり、2004年3月29日の月曜初回4時間前のマンデースペシャルにて生放送。ゲストに陣内智則・ロザン・友近が出演。ますだおかだはコメントで出演。
- ゴーゴーモンキーズスペシャル！…イベント中止になりまして～ん…

MBSラジオ夏まつり2004が開催予定であった2004年7月31日に台風が直撃したためにイベント自体が中止となり、スタジオから生放送が行われた。